# Jegor Wiktorowitsch Jewdokimow

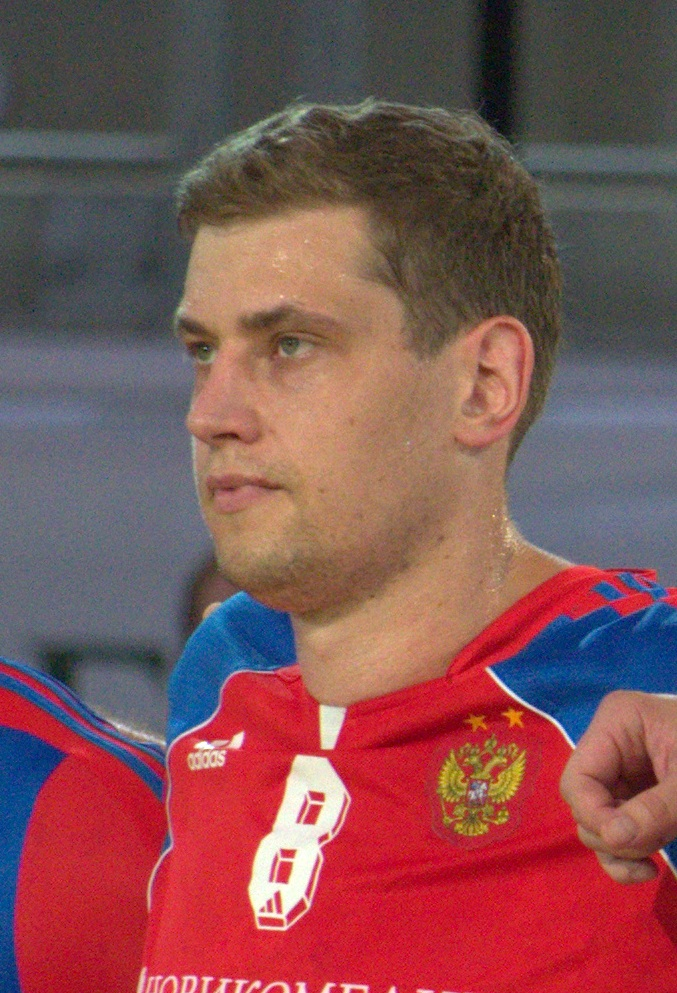
Jegor Jewdokimow 2013

Jegor Wiktorowitsch Jewdokimow (russisch Егор Викторович Евдокимов; * 9. März 1982 in Tscheljabinsk) ist ein russischer Handballspieler.
Der 2,03 Meter große und 114 Kilogramm schwere, rechtshändige Kreisläufer spielte zunächst bei Sungul Sneschinsk. Von 2004 bis 2009 lief er für Medwedi Tschechow auf und wurde jeweils Meister und viermal Pokalsieger. Ab 2009 stand er bei BM Ciudad Real unter Vertrag, mit dem er 2010 die spanische Meisterschaft gewann. Für die Saison 2011/2012 wurde er an HC Dinamo Minsk ausgeliehen, wo er die belarussische Meisterschaft gewann. Anschließend kehrte er nach Tschechow zurück und errang 2013 erneut Meisterschaft un Pokal. Auf Grund von finanziellen Schwierigkeiten im Jahr 2013 wechselte er erst zu GK Permskije Medwedi, doch bereits im November weiter zu HK Motor Saporischschja, mit dem er 2014 ukrainischer Meister wurde. Im Sommer 2017 schloss sich Jewdokimow dem russischen Erstligisten GK Spartak Moskau an.
Jegor Jewdokimow erzielte in 132 Länderspielen für die russische Nationalmannschaft 179 Tore, er stand im Aufgebot für die Europameisterschaft 2010 und 2014.